# 佩列米夫基
50°0′33″N 24°3′1″E / 50.00917°N 24.05028°E
佩列米夫基（烏克蘭語：Перемивки），是烏克蘭西部的村莊，隸屬利維夫州的利維夫區。該村面積0.51平方公里，人口200，人口密度每平方公里392.58人。